# Pseudosesia isozona
Pseudosesia isozona là một loài bướm đêm thuộc họ Sesiidae. Nó được tìm thấy ở Queensland.
Chiều dài cánh trước là 10–11 mm đối với con đực và 11 mm đối với con cái. 
Loài này có bề ngoài giống với Pseudosesia oberthuri. 